# Будьонновський (Іглінський район)
Будьо́нновський (рос. Будённовский, башк. Будённовский) — присілок у складі Іглінського району Башкортостану, Росія. Входить до складу Балтійської сільської ради.
Населення — 192 особи (2010; 214 в 2002).
Національний склад:
- білоруси — 92 %